# York Cemetery (Haspres)
York Cemetery is een Britse militaire begraafplaats met gesneuvelden uit de Eerste Wereldoorlog, gelegen in de Franse plaats Haspres (Noorderdepartement). De begraafplaats werd ontworpen door William Cowlishaw en ligt 1.140 m ten zuidwesten van het centrum (gemeentehuis). Het terrein heeft een nagenoeg vierkant grondplan met een oppervlakte van ongeveer 381 m² en is omgeven door een natuurstenen muur. Het Cross of Sacrifice staat dicht bij de muur in de zuidwestelijke helft van de begraafplaats. De begraafplaats wordt onderhouden door de Commonwealth War Graves Commission.
Er liggen 147 slachtoffers begraven, waaronder 17 niet geïdentificeerde.

## Geschiedenis
Haspres werd op 20 oktober 1918 veroverd na een van de vele hevige gevechten die tijdens het geallieerde eindoffensief plaatsvonden. Hierbij werden ook tanks ingezet.
De begraafplaats werd eind oktober 1918 door het 1st/5th York and Lancaster Regiment en eenheden van de 49th (West Riding) Division gebruikt om hun doden te begraven. De meerderheid van de slachtoffers behoorden tot het York and Lancaster Regiment die allemaal sneuvelden op 13 oktober 1918. Er liggen nu 137 Britten (waaronder 14 niet geïdentificeerde) en 10 Duitsers (waaronder 3 niet geïdentificeerde) begraven. 

## Onderscheiden militairen
- de korporaals C. Reah en I. Wood, beiden van het York and Lancaster Regiment werden onderscheiden met de Distinguished Conduct Medal (DCM).
- de korporaals Jonas Clarke en H. Peart en de soldaat H. T. Jefferey, alle drie van het York and Lancaster Regiment ontvingen de Military Medal (MM).